# Spilosoma paucillata
Spilosoma paucillata är en fjärilsart som beskrevs av Walker. Spilosoma paucillata ingår i släktet Spilosoma och familjen björnspinnare. Inga underarter finns listade i Catalogue of Life.